# ☆☆☆(みつぼし)
『☆☆☆』（みつぼし）は、月島きらり starring 久住小春 (モーニング娘。) の1枚目のアルバムである。2007年2月28日にzetimaから発売された。
初回生産限定盤は、ハッピー☆アイドルライフ用クルキラカードが封入されている。通常盤は初回特典に16ページのフォトブック付き。タイトルは本人がお風呂で思いついたものが採用された。

## 収録曲
1. バラライカ [3:37]
（作詞：BULGE　作曲・編曲：迫茂樹）
テレビアニメ『きらりん☆レボリューション』2代目オープニングテーマ
2. 恋☆カナ [3:32]
（作詞：古屋真　作曲：織田哲郎　編曲：家原正樹）
テレビアニメ『きらりん☆レボリューション』初代オープニングテーマ
3. 星のしずく [3:57]
（作詞：大西弘武　作曲・編曲：渡辺徹）
4. 水色メロディ [3:34]
（作詞：古屋真　作曲：黒須克彦　編曲：加藤大祐）
テレビアニメ『きらりん☆レボリューション』3代目エンディングテーマ
5. 恋花火 [4:47]
（作詞：中原杏、a2c　作曲：a2c　編曲：原田勝通、a2c）
テレビアニメ『きらりん☆レボリューション』挿入歌
6. Spaghetti [3:43]
（作詞・作曲・編曲：BOUNCEBACK）
作詞を担当したBOUNCEBACKの竹内によると、この曲の歌詞は竹内が作詞家デビューする前に作られたものだという。
7. Loveだよ☆ダーリン [3:21]
（作詞：すやまちえこ　作曲・編曲：吉田勝弥）
テレビアニメ『きらりん☆レボリューション』4代目エンディングテーマ
8. I miss you [4:48]
（作詞・作曲：AKIRASTAR　編曲：水島康貴）
9. EVERYDAY PRECIOUS DAY [4:34]
（作詞：中野雄太・kenko-p　作曲：中野雄太　編曲：ats-、中野雄太）
10. SUGAO-flavor [4:51]
（作詞：michito・mavie　作曲：織田哲郎　編曲：後藤康二）
テレビアニメ『きらりん☆レボリューション』初代エンディングテーマ

## 参加ミュージシャン
- 高雄直樹 - コーラス(1)
- すぎやまちえこ - コーラス(1,7)
- ninita - コーラス(1)
- 迫茂樹 - その他全楽器(1)
- 河合夕子 - コーラス(2,10)
- 家原正樹 - ギター&その他全楽器(2)
- 川村ゆみ - コーラス(3,5,6,8,9)
- 渡辺徹 - その他全楽器(3)
- mao - コーラス(4)
- 加藤大祐 - ギター&その他全楽器(4)
- 原田勝通 - ギター&その他全楽器(5)
- TmK - ギター&その他全楽器(6)
- 吉田勝弥 - ギター&その他全楽器(7)
- 高山一也 - ギター(8)
- 水島康貴 - その他全楽器(8)
- 小川蒼 - ギター(9)
- ats- - その他全楽器(9)
- 後藤康二 - ギター&その他全楽器(10)